# إرنست رذرفورد

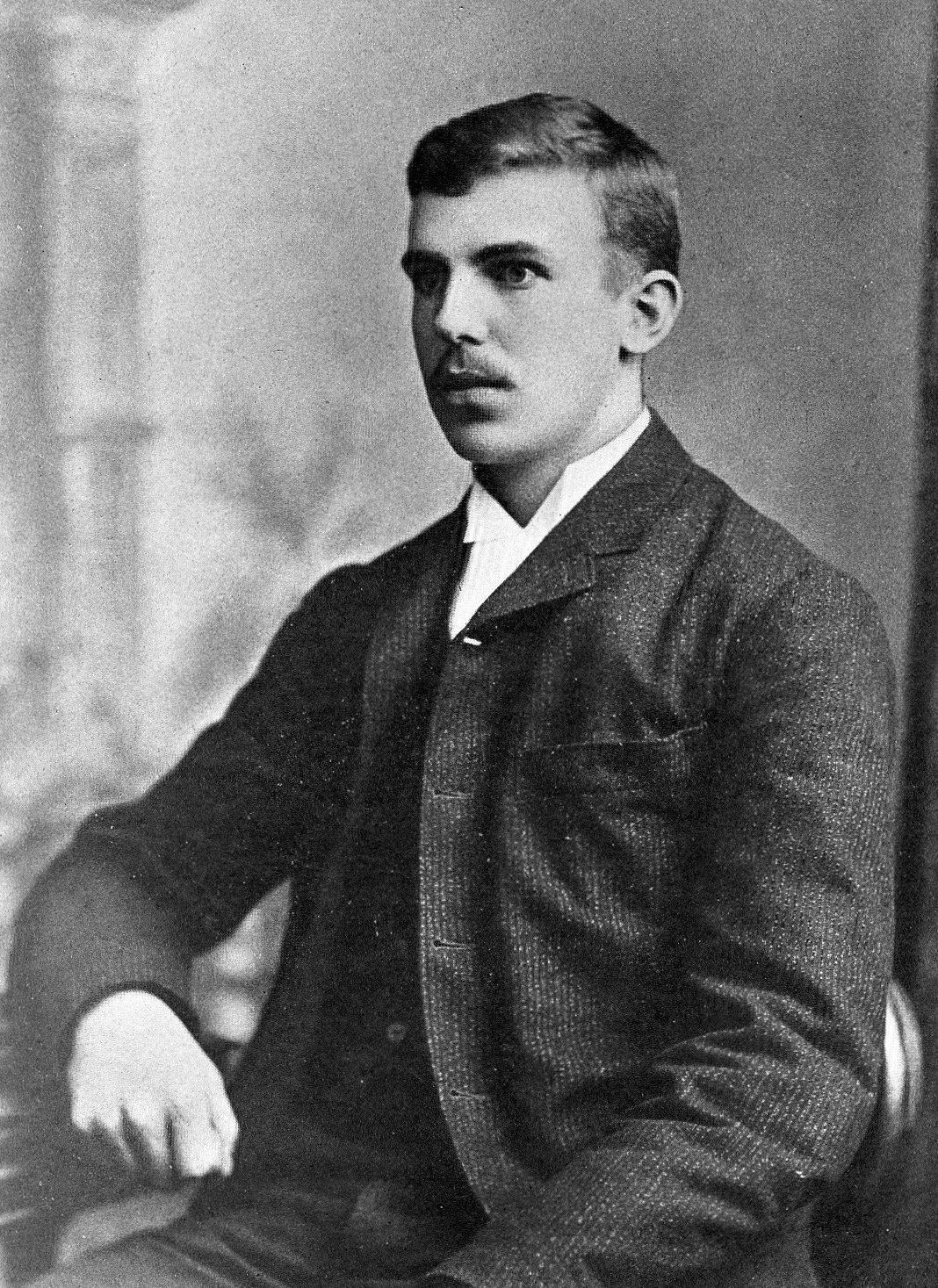
رذرفورد عام 1892 وكان يبلغ من العمر 21 عامًا

إرنست رذرفورد (بالإنجليزية: Ernest Rutherford)‏ (30 أغسطس 1871 - 19 أكتوبر 1937) هو عالم فيزياء بريطاني مولود في نيوزيلندا ويُعرف باسم «أبو الفيزياء النووية». تصنفه الموسوعة البريطانية كأفضل التجريبيين منذ مايكل فاراداي.
اكتشف في أحد أعماله المبكرة العمر المنصف للعناصر المشعة، وأثبت أن النشاط الإشعاعي يشتمل على تحول العنصر الكيميائي إلى عنصر آخر، وفرق أيضاً وسمى أنواع الإشعاع إلى ألفا وبيتا. كل هذه الأعمال تمت في جامعة ماك جيل بكندا. مؤدية لحصوله على جائزة نوبل للكيمياء عام 1908، كما اكتشف نواة الذرة واقترح، سنة 1911، نموذجا يشبه النظام الشمسي، حيث تشغل النواة المركز أما الإلكترونات فتدور حولها في مدارات دائرية.
ولد رذرفورد في نيوزيلندا في 30 أغسطس 1871. نال رذرفورد منحة دراسية من جامعة كامبريدج في إنجلترا، ثم انتقل للعمل في معمل كافيندش العريق تحت إشراف العالم الكبير جوزيف جون طومسون مكتشف الإلكترون، وهناك اهتم بدراسة الأشعة الصادرة من عنصر الراديوم
ثم انتقل إلى مونتريال بكندا للعمل في جامعة ماك جيل وتوصل إلى مكونات الإشعاع الصادر من الراديوم، وبين أنه يتكون من ثلاثة مكونات:
- أشعة ألفا: وهي جسيمات موجبة الشحنة قصيرة المدى تتكون من أنوية ذرة الهيليوم (أي 2 بروتون و2 نيوترون) تنبعث من الجسم المشع أثناء تحلل ذراته.
- أشعة بيتا: وهي جسيمات سالبة الشحنة ومداها أكبر من أشعة ألفا. وتتألف جسيمات بيتا من إلكترونات سريعة - تقارب سرعتها سرعة الضوء- تنبعث من نواة الذرة نتيجة من تحلل نيوترونات النواة وهي ليست الإلكترونات الخارجية التي تدور حول النواة.
- أشعة غاما: وهي موجات كهرومغناطيسية تنبعث من الجسم المشع ذات تردد عالٍ ومدى كبير جدًا ولها قدرة على النفاذ في المواد لدرجة أنها تحتاج إلى بضعة أمتار من الخرسانة لإيقافها.

وبتلك الاكتشافات الكبيرة، فإن رذرفورد يعتبر واضع أساس نظرية النشاط الإشعاعي.

## عودته إلى إنجلترا
غادر رذرفورد كندا ليعود مجددًا إلى إنجلترا وينتقل إلى جامعة مانشستر عام 1907. وهناك قام باستكمال بحوثه على المواد المشعة حيث قام بسلسلة من التجارب لدراسة التصادم بين أشعة ألفا والعناصر المختلفة، وأدت تلك التجارب إلى معرفة مكونات الذرة ووضع نموذج رذرفورد الذري الذي شرح فيه تصورًا عامًا لشكل الذرة وبين أنها تتكون من نواة موجبة الشحنة وإلكترونات خارجية تدور حولها.
عام 1919 بدأ رذرفورد سلسلةً أخرى من التجارب قذف فيها أنوية ذرات العناصر بجسيمات ألفا مما حولها لعناصر أخرى نتيجة تغير التركيب الذري لها.

## جائزة نوبل في الكيمياء
حصل إرنست رذرفورد على جائزة نوبل في الكيمياء عام 1908 لجهوده في مجال النشاط الإشعاعي، كما حصل على لقب «فارس» عام 1914 كما عين رئيسًا لمعمل كافنديش خلفا للعالم جوزيف جون طومسون، وحصل على لقب «بارون» عام 1931 تقديرًا لإسهاماته العظيمة، وحصل كذلك على وسام فرنكلن سنة 1924.
تمت تسمية العنصر الكيميائي رذرفورديوم Rf تكريماً له عام 1997.

## وفاته
توفي العالم إرنست رذرفورد عام 1937 عن عمر يناهز 66 عاماَ في كامبريدج.

## مواضيع ذات صلة
- تجربة رذرفورد
- نموذج رذرفورد للذرة

## روابط خارجية
- إرنست رذرفورد على موقع الموسوعة البريطانية (الإنجليزية)
- إرنست رذرفورد على موقع ميوزك برينز (الإنجليزية)
- إرنست رذرفورد على موقع إن إن دي بي (الإنجليزية)